# Via Regia Lusatiae Superioris

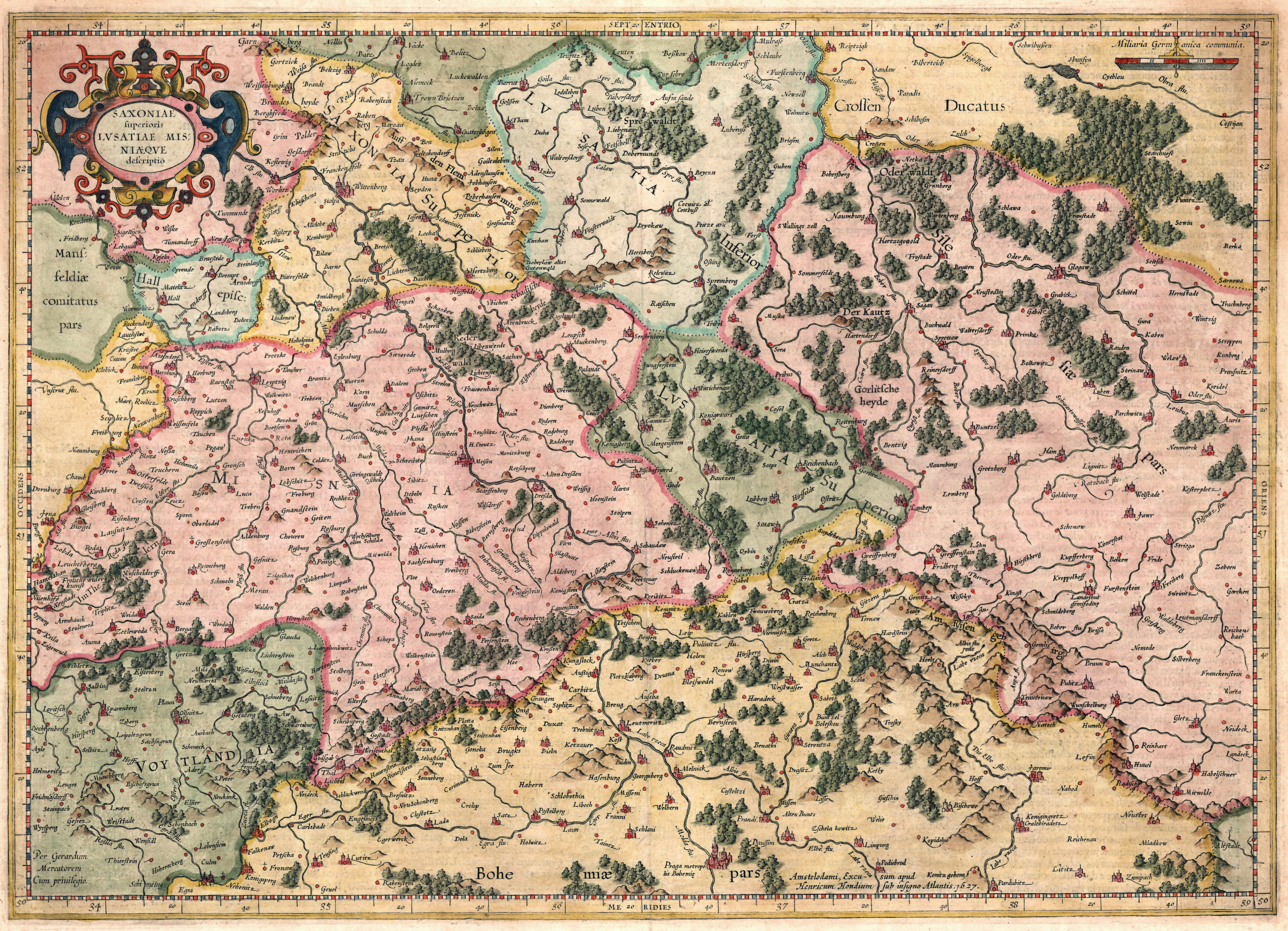
Schlesien, die Lausitzen und Sachsen im 17. Jahrhundert, Karte von Gerhard Mercator und Henricus Hondius

Die Hohe Landstraße (auch Heer- oder Salzstraße) lat. via regia Lusatiae superioris, oder strata regia, war eine Handelsstraße durch die Oberlausitz und zählt zu den Altstraßen. Sie war Teil der Via Regia, welche nach Westen bis an den Rhein führte.
Über mehrere Jahrhunderte war die Straße neben der nördlich verlaufenden Niederstraße die wichtigste Verkehrsverbindung von Mitteldeutschland nach Schlesien und dem polnischen Osten. Wie auch andere Reichsstraßen stand sie unter besonderem Friedensschutz. Die Via Regia hatte auch als Jakobsweg Bedeutung.

## Verlauf
Sie führte von Halle (Saale) über Eilenburg oder Leipzig-Grimma nach Oschatz, Großenhain, Königsbrück, Kamenz, Bautzen, Löbau, Görlitz oder Zittau, Lauban, Naumburg, Bunzlau, Haynau, Liegnitz, Neumarkt nach Breslau. Sie besaß Fortsetzungen östlich nach Krakau hin und westlich von Leipzig, beziehungsweise Halle durch Thüringen nach Frankfurt am Main zu.

## Begriff
Der lateinische Name strata regia (‚Königliche Straße‘) ist für 1252 bezeugt, antiqua strata (‚Alte Straße‘) wurde sie 1241 in der Oberlausitzer Grenzurkunde genannt. Als Via Regia (‚Königsstraße‘ oder ‚Königsweg‘) verlor die Straße 1307 nach der Schlacht bei Lucka ihre königliche Funktion und wurde nun unter die Aufsicht der jeweiligen Landesherrn gestellt.
Der deutsche Name Hohe Straße ist erst seit Beginn des 16. Jahrhunderts üblich. Im Gegensatz zu der nördlich verlaufenden Niederstraße (Via Regia Lusatiae Inferioris) meint Hohe Straße die bevorzugte, mit besonderen Privilegien behaftete Straße. Vermutlich erst 1732 prägte der Respondent an der Wittenberger Universität und spätere Professor an der Ritterakademie in Lüneburg Johann Friedrich Schwartz den Begriff via regia Lusatiae superioris (Königsstraße der Oberlausitz).

## Geschichte

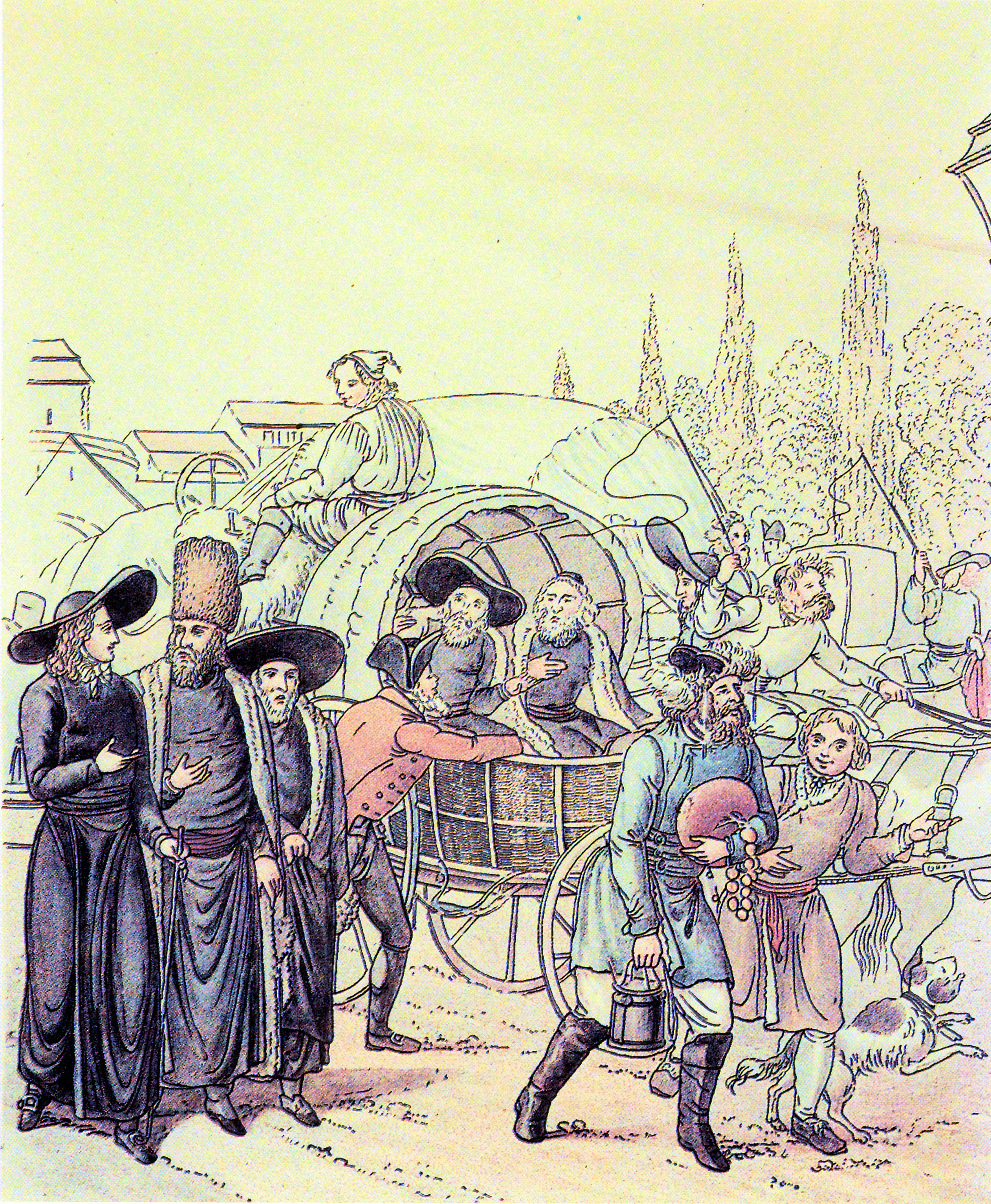
Polnische Händler auf dem Leipziger Brühl, im Hintergrund ein „Weißer Elefant“ (Planwagen)

Die Straße existierte in Grundzügen schon in prähistorischer Zeit. Ab etwa 1200 hatte die Via Regia Lusatiae Superioris durch die Versorgung Breslaus mit Hallischem Salz ihre erste Blütezeit.
Durch Vereinbarungen zwischen dem Georg von Podiebrad als König von Böhmen und Landesherrn Schlesiens, dem Oberlausitzer Sechsstädtebund und dem Kurfürsten von Sachsen als Landesherr von Leipzig um 1460 erhielt die Hohe Landstraße den Charakter der Zwangsstraße für allen Verkehr zwischen Polen/Schlesien und Leipzig. Demnach sollten alle Fuhr- und Kaufleute, soweit diese auf ihrem Weg den Queis, ein linker Nebenfluss des Bober, berührten (so den Queis rühren), die Hohe Landstraße nutzen. Damit sollten die Zolleinnahmen der anliegenden Herrschaften und Städte gesichert werden.
Der Weg über die Hohe Landstraße war für die Reisenden mit erheblichen Kosten für Zölle, Geleitgeld oder überhöhte Übernachtungskosten in Gasthäusern verbunden. Daher versuchte man immer wieder, auf andere Wege wie die Niederstraße auszuweichen. Zudem führte das Breslauer Stapelrecht und Meilenprivileg immer wieder zu Beschwerden von sächsischer Seite. Mit den Markt- und Stapelrechten der Stadt Leipzig erhöhte sich die Verkehrsfrequenz auf den beiden Straßen. Besonders im 19. Jahrhundert zogen Händler mit ihren Weißen Elefanten (großen, mit Leinentuch bespannte Planwagen) nach Westen und verkauften Felle, Leinen und andere Naturwaren auf den großen Märkten wie auf dem Brühl in Leipzig. Umgekehrt wurde zum Beispiel Salz nach Osten gehandelt.
In Großenhain kreuzte die Hohe Straße die nordsüdliche Handelsstraße, die von der Ostsee durch die Mark Brandenburg über Sachsen nach Böhmen führte (vgl. Kulmer Steig). Die sichere Benutzung der Hohen Straße innerhalb der Mark Meißen war in Verträgen (1399, 1404) geregelt und wurde mit Zöllen erkauft, die in Großenhain erhoben wurden. In Bautzen zweigte die in Südwest-Richtung verlaufende Frankenstraße nach Zwickau bzw. Hof (Saale) sowie in südliche Richtung ein Böhmischer Steig nach Prag ab.